# Бисјер (Вијена)
Бисјер (фр. Bussière) насеље је и општина у западној Француској у региону Поату-Шарант, у департману Вијена која припада префектури Монморијон.
По подацима из 2011. године у општини је живело 335 становника, а густина насељености је износила 10,44 становника/km². Општина се простире на површини од 32,09 km². Налази се на средњој надморској висини од 129 метара (максималној 143 m, а минималној 69 m).

## Демографија
| 1962. | 1968. | 1975. | 1982. | 1990. | 1999. | 2011. |
| ----- | ----- | ----- | ----- | ----- | ----- | ----- |
| 564   | 622   | 495   | 437   | 395   | 350   | 335   |

График промене броја становника у току последњих година